# Kongregacja Grecka
Kongregacja Grecka została powołana w 1573 roku przez papieża Grzegorza XlII w celu nawiązania stosunków Kościoła rzymskokatolickiego z Kościołem prawosławnym. Na jej czele stanął kardynał Giulio Antonio Santori. 